# Sarnia Góra (województwo warmińsko-mazurskie)
Sarnia Góra – osada leśna (leśniczówka) w Polsce położona w województwie warmińsko-mazurskim, w powiecie działdowskim, w gminie Lidzbark.
W latach 1975–1998 miejscowość administracyjnie należała do województwa ciechanowskiego.